# Noguchi Ujō

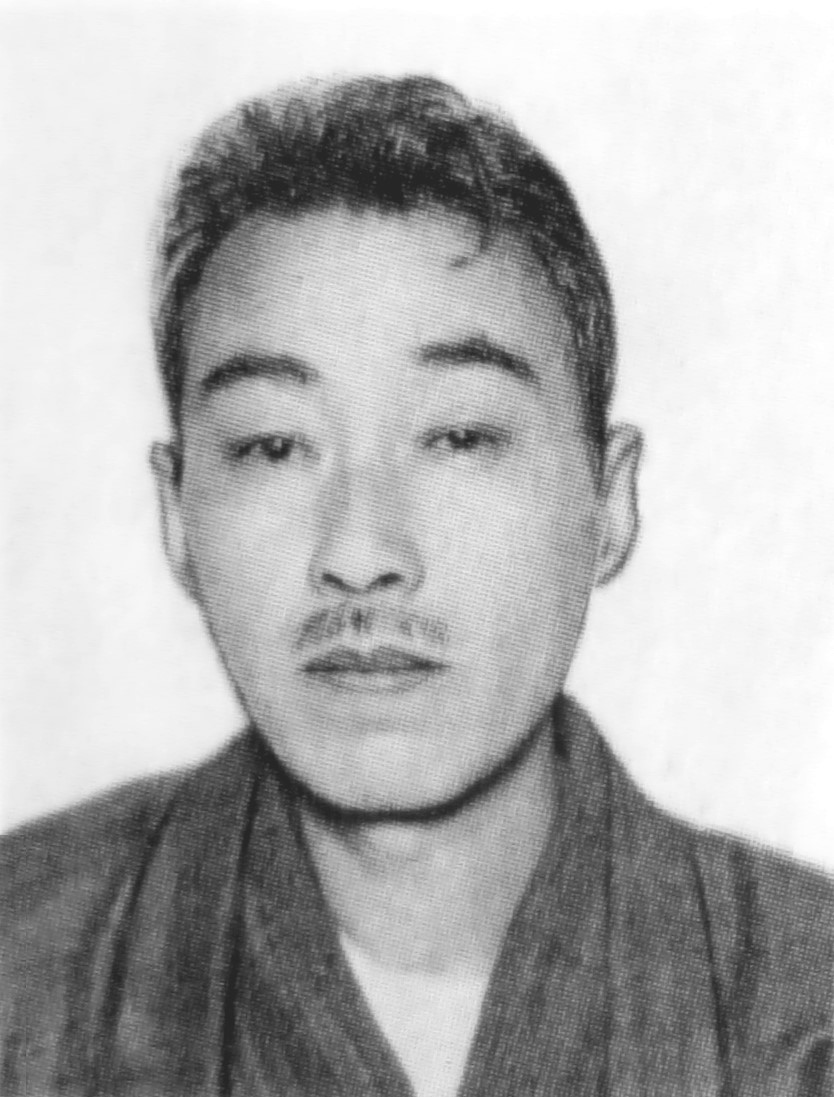
Noguchi Ujō

Noguchi Ujō (japanisch 野口 雨情, wirklicher Name Noguchi Eikichi (野口 英吉); geboren 29. Mai 1882 in der Präfektur Ibaraki; gestorben 27. Januar 1945) war ein japanischer Lieder-Dichter.  Er zählt mit Kitahara Hakushū und Saijō Yaso zu den „Drei Großpoeten“ ihrer Zeit.

## Leben und Wirken
Noguchi Ujō begann ein Studium an der „Tōkyō semmon gakkō“ (東京専門学校), der Vorläufereinrichtung der Waseda-Universität, das er aber abbrach. 1905 publizierte er seine erste Gedichtssammlung „Welkes Gras“ (枯草, Kare kusa). Abwechselnd in Hokkaidō, Ibaraki und Tōkyō wohnend schrieb er weiter Gedichte. Als 1919 die „Dōyō“ (童謡), also Kinderlieder, populär wurden, veröffentlichte er von dem folgenden Jahr an in der Zeitschrift „Goldenes Schiff“ (金の船, Kin no fune) monatlich Gedichte. 1921 erschien die Kinderliedersammlung „Der Mond an den fünfzehn Nächten“ (十五夜お月さん, Jūgoya o-tsuki-san). Danach verfasste Noguchi auch Lieder für gesellige Runden der Erwachsenen.
Sein „Lied des Bootführers“ (船頭小唄, Sendo kouta) aus dem Jahr 1918 wurde durch Straßensänger sehr bekannt. Weitere bekannte Lieder sind „Der Hafen von Habu“ 1924, „Die sieben Kleinen“ (七つの子, Nanatsu no ko) 1921, „Die Puppe mit den blauen Augen“ (青い眼の人形, Aoi me no ningyō) 1921 „Seifenblasen“ (シャボン玉, Shambon-dama) werden auch heute noch verbreitet gelesen und gesungen. Seine Lieder wurden meistens von Nakayama Shimpei vertont.
Am 23. September 2024 wurde ein Asteroid nach ihm benannt: (27920) Noguchiujo.